# Janusz Dunin
Janusz Dunin-Horkawicz (ur. 26 czerwca 1931 w Wilnie, zm. 27 lipca 2007 w Łodzi) – polski literaturoznawca, bibliolog, bibliofil, bibliotekarz, nauczyciel akademicki, działacz społeczny.
Członek Wydziału I Łódzkiego Towarzystwa Naukowego, działacz Polskiego Towarzystwa Bibliologicznego, członek założyciel i członek honorowy Łódzkiego Towarzystwa Przyjaciół Książki, aktywny działacz Stowarzyszenia Bibliotekarzy Polskich (do 1981 r.), członek Komisji Literatury Popularnej Komitetu ds. Literatury PAN, współpracownik Komisji Historycznej Polskiego Towarzystwa Wydawców Książek, Prezes Towarzystwa Przyjaciół Biblioteki Miejskiej im. J. Piłsudskiego w Łodzi, członek Rady Fundacji „Ocalić od zapomnienia”, członek Rady Muzeum Książki Artystycznej w Łodzi, członek założyciel Stowarzyszenia Przeciw Antysemityzmowi i Ksenofobii Otwarta Rzeczpospolita. Należał również do Towarzystwa Przyjaciół Wilna i Ziemi Wileńskiej i do Klubu Miłośników Litwy.

## Życiorys
Urodził się w Wilnie, jako syn lekarza okulisty, jego matką była Helena z Chaszkowskich, bakteriolog, asystent w Zakładzie Bakteriologii USB, jako ostatni po mieczu przedstawiciel kresowego rodu Duninów, herbu Łabędź. Od 1945 (przesiedlony wraz z rodzicami) mieszkał w Łodzi, gdzie w 1950 r. ukończył I Liceum Ogólnokształcące im. Mikołaja Kopernika. W latach 1950–1955 studiował polonistykę na Katolickim Uniwersytecie Lubelskim. W 1957 został zatrudniony w Bibliotece Uniwersyteckiej w Łodzi, gdzie przeszedł wszystkie stopnie zawodowe i naukowe, a w latach 1984-1987 pełnił funkcję dyrektora. W 1968 obronił na Uniwersytecie Łódzkim pracę doktorską na temat Wstęp do literatury świeckiej drugiego rynku wydawniczego w Polsce, a w 1993 zakończył przewód habilitacyjny na podstawie rozprawy Rozwój cech wydawniczych polskiej książki literackiej XIX i XX w. W czasie pracy w BUŁ podejmował prace dydaktyczne szkoląc bibliotekoznawców na Uniwersytecie Łódzkim i Jagiellońskim.
Po zakończeniu kadencji dyrektora BUŁ, po czterdziestu latach służby bibliotecznej w 1997 objął etat w Katedrze Bibliotekoznawstwa i Informacji Naukowej, poświęcając się pracy naukowo-badawczej i dydaktycznej. W 1990 awansował na stanowisko profesora nadzwyczajnego, a następnie w 1998 otrzymał tytuł profesora zwyczajnego UŁ.
Po przejściu na emeryturę, od 2002 aż do śmierci pracował w Wyższej Szkole Humanistyczno-Ekonomicznej w Łodzi, w Zakładzie Dziennikarstwa oraz Zakładzie Komunikacji Społecznej i Socjologii Mediów, gdzie wykładał edytorstwo.
Mąż Cecylii Dunin, ojciec Kingi Dunin.

## Praca naukowa
Jako samodzielny pracownik naukowy angażował się w życie organizacyjne i przedsięwzięcia zespołowe. Był inicjatorem i redaktorem naczelnym czasopisma „Media. Kultura. Społeczeństwo”, członkiem komitetu redakcyjnego czasopisma „Studia o Książce”, członkiem redakcji „Literatura i kultura popularna”, „Folia Scientiarum Artium et Librorum” Uniwersytetu Łódzkiego oraz czasopism „Znad Wilii” i „Lithuanii”. Był także autorem wielu haseł encyklopedycznych w Polskim słowniku biograficznym, Słowniku pracowników książki polskiej, Słowniku literatury popularnej, Encyklopedii wiedzy o książce (redaktor działu Bibliofilstwo).
Główny nurt jego zainteresowań dotyczył teorii i praktyki komunikowania za pomocą druku – zarówno słowem pisanym, jak i poprzez przekaz ikoniczny. Pisywał nie tylko o książkach i czasopismach, ale m.in. o komiksach, o kartach pocztowych czy o ekslibrisach - jako nośniku treści literackich. Naukowy i publicystyczny dorobek to 29 publikacji zwartych i ponad 500 artykułów. Uczestniczył w krajowych i międzynarodowych konferencjach, w tym także jako autor referatów (Leningrad 1988, Innsbruck 1990, Jerozolima 1991, Bratysława 2000, Dublin 2000, Wilno 2001, Petersburg 2005). Wyjeżdżał na stypendia i staże zagraniczne m.in. do Niemiec, Holandii, Petersburga i Wielkiej Brytanii. Jego prace drukowano w Niemczech, Rosji, Irlandii, Estonii, na Litwie i Słowacji. Wygłaszał i publikował teksty dotyczące cenzury i wolności słowa oraz ideologicznych aspektów komunikacji literackiej. Na konferencji „Piśmiennictwo – systemy kontroli – obiegi alternatywne” (Warszawa IBL PAN l990) wygłosił referat „Odpis jako forma rozpowszechniania tekstów”, który dotyczył najwcześniejszej fazy rozpowszechniania nie ocenzurowanego słowa w PRL.
Był zasłużony w działaniach opozycji antykomunistycznej, walcząc o wolność słowa – zdobywał i zbierał nielegalną literaturę dla Biblioteki UŁ, wspomagał KOR i inne środowiska opozycyjne, w 1981 był jednym z założycieli Solidarności na UŁ. Publikował prace dotyczące stosunków polsko-żydowskich w drukach popularnych oraz historii polskich druków dewocyjnych. Pod jego kierownictwem obroniono m.in. pracę doktorską na temat polityki Kościoła katolickiego w sprawach wydawniczych w dwudziestoleciu międzywojennym. W pracach naukowych zawsze starał się obok kulturowego aspektu publikacji dostrzegać ich problematykę polityczną i ekonomiczną. Ważną dziedzinę zainteresowań stanowi w jego dorobku naukowym także szeroko pojęta regionalistyka. Dotyczy ona dziejów kultury rodzinnego Wilna oraz miasta, w którym mieszkał od 60 lat – Łodzi. Był także bibliofilem i kolekcjonerem – zgromadził duże, wartościowe kolekcje dawnej literatury dziecięcej, literatury jarmarcznej i brukowej, vilnianów, książki artystycznej i ekslibrisów.
Dorobek naukowy stawia go w rzędzie wybitnych współczesnych literaturoznawców i bibliologów, zasłużonych dla nauki polskiej. W uznaniu zasług został uhonorowany Krzyżem Kawalerskim Orderu Odrodzenia Polski (1990) oraz Nagrodą Prezydenta m. Łodzi (2000), a wcześniej Medalem Uniwersytetu Łódzkiego w Służbie Społeczeństwa i Nauki, Honorową Odznaką PTWK, Złotymi Odznakami ZNP, SBP, UŁ i in.
Bibliografia dorobku piśmienniczego prof. dra hab. Janusza Dunin-Horkawicza znajduje się w publikacji „Pasja książki.Studia poświęcone pamięci profesora Janusza Dunina. Praca zbiorowa pod red. Jacka Ladoruckiego i Magdaleny Rzadkowolskiej” (Łódź 2009 Wydawnictwo Literatura).

## Ważniejsze publikacje
- Jacek Ladorucki: Pozostawałem w kręgu książki...: rozmowy z profesorem Januszem Duninem o bibliologii, medioznawstwie i zwyczajnym życiu. Łódź: Wydawnictwo Wyższej Szkoły Humanistyczno-Ekonomicznej, 2007 ISBN 978-83-7405-247-4;
- Studia o komunikacji społecznej (2004) ISBN 83-7405-160-4;
- Moja Łódź pełna książek (2002) ISBN 83-900619-4-5;
- Wstęp do edytorstwa (2002) ISBN 83-87814-75-X;
- Pismo zmienia świat (1998) ISBN 83-01-12512-8;
- Ucztująca małpa, czyli Czy należy jeść przy czytaniu? (1993) ISBN 83-900866-6-2;
- Książeczki dla grzecznych i niegrzecznych dzieci (1991) ISBN 83-04-03163-9;
- Co było, a nie jest ..., czyli Kilka lat młodości mojej w Wilnie (1990);
- Książka na miarę człowieka (1989);
- Polskie powieściowe serie zeszytowe (współautor Zdzisław Knorowski (1984);
- Philobiblon polski (współautor Cecylia Dunin (1983) ISBN 83-04-01076-3;
- Rozwój cech wydawniczych polskiej książki literackiej XIX-XX wieku (1982) Acta Universitatis Lodziensis. Folia Scientiarum Artium et Libroroum, ISSN 0208-6115; 4;
- Papierowy bandyta – książka kramarska i brukowa w Polsce (1974);
- W Bi-Ba-Bo i gdzie indziej o humorze i satyrze z Miasta Łodzi od Rozbickiego do Tuwima (2010) Wyd. 2 ISBN 83-62409-03-7.